# Dialeuropora
Dialeuropora is een geslacht van halfvleugeligen (Hemiptera) uit de familie witte vliegen (Aleyrodidae), onderfamilie Aleyrodinae.
De wetenschappelijke naam van dit geslacht is voor het eerst geldig gepubliceerd door Quaintance & Baker in 1917. De typesoort is Dialeurodes (Dialeuropora) decempuncta.

## Soorten
Dialeuropora omvat de volgende soorten:
- Dialeuropora bipunctata (Corbett, 1933)
- Dialeuropora brideliae (Takahashi, 1932)
- Dialeuropora centrosemae (Corbett, 1935)
- Dialeuropora congoensis Cohic, 1966
- Dialeuropora decempuncta (Quaintance & Baker, 1917)
- Dialeuropora hassensanensis Takahashi, 1934
- Dialeuropora heptapora Regu & David, 1992
- Dialeuropora holboelliae Young, 1944
- Dialeuropora indochinensis Takahashi, 1942
- Dialeuropora jendera (Corbett, 1935)
- Dialeuropora langsat (Corbett, 1935)
- Dialeuropora malayensis (Corbett, 1935)
- Dialeuropora mangiferae (Corbett, 1935)
- Dialeuropora murrayae (Takahashi, 1931)
- Dialeuropora papillata Cohic, 1966
- Dialeuropora photiniana (Chen, 1997)
- Dialeuropora portugaliae Cohic, 1966
- Dialeuropora pterolobiae David & Subramaniam, 1976
- Dialeuropora silvarum (Corbett, 1935)
- Dialeuropora urticata Young, 1944
- Dialeuropora viburni (Takahashi, 1933)